# Hunter Davidson
Hunter Davidson fue un marino estadounidense que participó de la Guerra de Secesión y finalizado el conflicto sirvió en la Armada Argentina convirtiéndose en el primer Jefe de la División Argentina de Torpedos. 

## Biografía
Hunter Davidson nació en el distrito de Columbia, Estados Unidos, en 1827. Ingresó en la Escuela Naval de los Estados Unidos en Virginia en 1841 graduándose en 1847. 
Obtuvo el grado de teniente en 1855 y al separarse su estado de la Unión, en abril de 1861 se incorporó a la marina de los Estados Confederados de América y en junio de ese año obtuvo su reconocimiento como teniente primero. 
Sirvió brevemente en el Norfolk Navy Yard hasta que fue asignado a la lancha Patrick Henry. En marzo de 1862 fue destinado al acorazado CSS Virginia y en mayo fue puesto al mando de la lancha patrullera Teaser y a cargo del Servicio de la Batería Submarina responsable del minado del río James, comisión que mantuvo durante los siguientes dos años. 
La jefatura del cuerpo de torpedistas de la Confederación estaba en esos momentos a cargo del capitán de fragata Mathew Fontaine Maury (1806-1873). Hidrógrafo, astrónomo y físico de fama internacional, Maury era uno de los principales expertos en el arma de torpedos del mundo.
Hunter Davidson adquirió así en el ejercicio de sus tareas en el estuario del James bajo el comando de Maury una amplia experiencia en operaciones con minas y torpedos que determinarían el curso principal de su carrera naval.
En la noche del 9 de abril de 1864 al mando del pequeño bote torpedero Squib Davidson entró sigilosamente a Newport News donde atacó con un torpedo a la fragata a vapor de la Unión Minnesota. Pese a que la Minnesota no sufrió daños de consideración, como consecuencia de la arriesgada misión el 10 de junio de 1864 fue ascendido por su "conducta galante y meritoria" al rango de Comandante. Su último servicio en la Guerra de Secesión fue como comandante del CSS City of Richmond durante un breve período. 
Finalizado el conflicto partió a Gran Bretaña. Al regresar de ese país en marzo de 1874, y después de haberse puesto en contacto con Thomas Jefferson Page   en su país natal y bajo la dirección del ministro argentino en los Estados Unidos, doctor Manuel Rafael García, quién fue comisionado por el presidente Domingo Sarmiento  para ser el vigía celoso y prudente de la primera flota de mar argentina, llamada Escuadra Sarmiento, aportaron sus vastos conocimientos para la adquisición para la Armada Argentina de los elementos necesarios para la fabricación de torpedos Mac-Evoy, de un buque adecuado para servir como estación de minas y torpedos, taller y laboratorio, así como de dos lanchas torpederas y de la contratación del personal técnico necesario.
En los primeros meses de 1875 quedó operativa en el río Luján con asiento en el vapor estación de torpedos Fulminante la División Argentina de Torpedos al mando directo de Hunter Davidson, con dependencia directa del ministro de Guerra y Marina, prerrogativa que Davidson insistió en defender y que le creó antagonismos en el seno de la fuerza.
En noviembre de 1875 propuso al ministro de Guerra y Marina Adolfo Alsina un plan de defensa del teatro de operaciones fluvial que se extendía desde la boca del río Uruguay a la del río Paraná, incluyendo la isla Martín García.
El desarrollo de un eficaz plan de defensa en base al uso de torpederas exigía un cabal conocimiento hidrográfico de la zona, por lo que Davidson llevó adelante nuevos reconocimientos en el río Uruguay, el Río de la Plata, el Paraná Guazú y los canales de Martín García, sobre los cuales confeccionó en 1875 una carta hidrográfica.
A mediados de este año con el Fulminante se encargó del tendido del cable telegráfico submarino entre la isla Martín García y la Punta de San Isidro desde donde enlazaba con Buenos Aires, servicio que se inauguró el 25 de septiembre. En el mes de noviembre el mismo Fulminante debió reparar el cable telegráfico entre Montevideo y Buenos Aires.

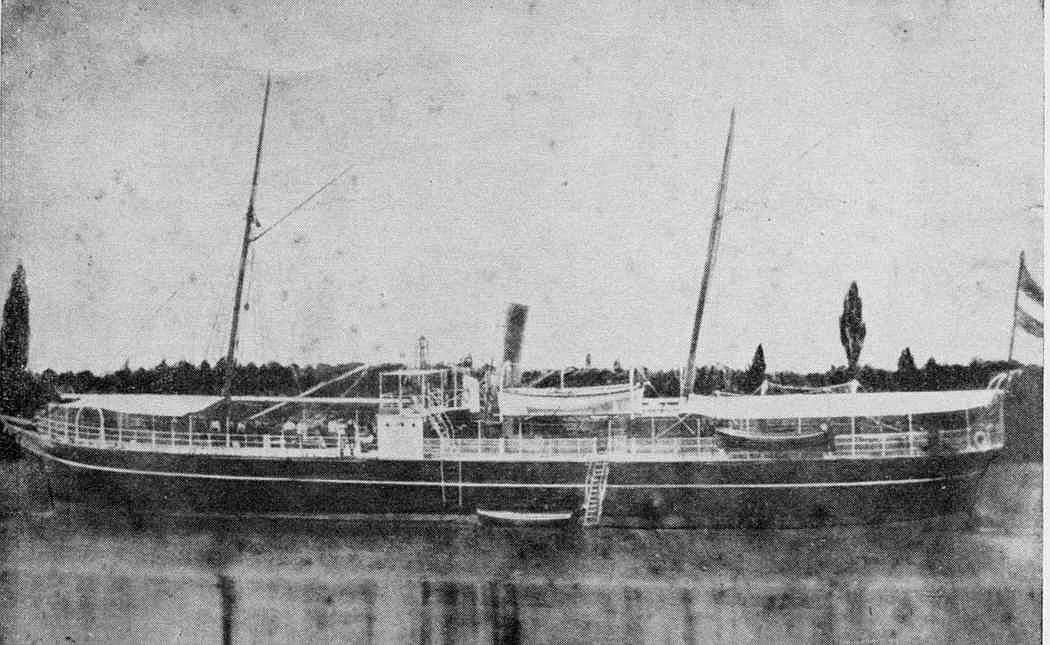
Vapor Fulminante.

Mientras se encontraba reunido con Alsina, el 4 de octubre de 1877 se produjo la violenta explosión del Fulminante, paralizándose así de momento el desarrollo del arma de torpedos en el país y obligando a Davidson a dedicarse exclusivamente a actividades de carácter hidrográfico.
Ese mismo año se trasladó río Uruguay arriba realizando un reconocimiento de la zona hasta la provincia de Misiones. El 29 de abril de 1879 fue nombrado jefe de la exploración científica del Paraná, desde su confluencia con el río Paraguay hacia Misiones.
En 1882 trabajó brevemente en el relevamiento hidrográfico de la ría de Bahía Blanca, emplazamiento del futuro puerto militar cuyas obras darían comienzo pocos años después (1898).
El 11 de marzo de 1882 el ejecutivo designó una comisión dirigida por Hunter Davidson e integrada por el ingeniero mecánico Guillermo Parfitt, el ingeniero Mario Bigi y el profesor noruego Olaf J. Storm, a los efectos de efectuar un estudio hidrográfico del Alto Paraná para evaluar las posibilidades de extender y mejorar la navegabilidad del curso superior del río. 
Tras aguardar el período de mayor bajante del río y poder así evaluar el peor escenario, la comisión partió el 17 de agosto de 1883 en la cañonera bombardera Pilcomayo (Valentín Feilberg), siendo acompañados por la lancha Talita. 
En Paso de la Patria, ante la falta de agua, la llamada "Misión Davidson" debió transbordar del Pilcomayo a un mercante de menor calado.
Después de efectuar con dificultad sus tareas en el Paraná, dividido por razones operativas en tres secciones (desde el salto del Apipé hasta Corpus, de allí hasta la barra del río Iguazú y desde Iguazú hasta la barra del San Antonio Guazú), Davidson reembarcó en la Pilcomayo y remontó el río Paraguay, tras lo que la expedición retornó a Buenos Aires el 29 de diciembre de 1883, dejando a Storm con el comandante Feilberg para continuar con el relevamiento del río Pilcomayo.
Poco tiempo después de fundarse el Centro Naval fue nombrado socio honorario de la institución.
En septiembre de 1885 Davidson presentó su renuncia como ingeniero hidrógrafo de la Armada Argentina y se retiró a Pirayu, Paraguay, donde murió el 16 de febrero de 1913, a los 86 años de edad.